# Grand Théâtre de Bordeaux

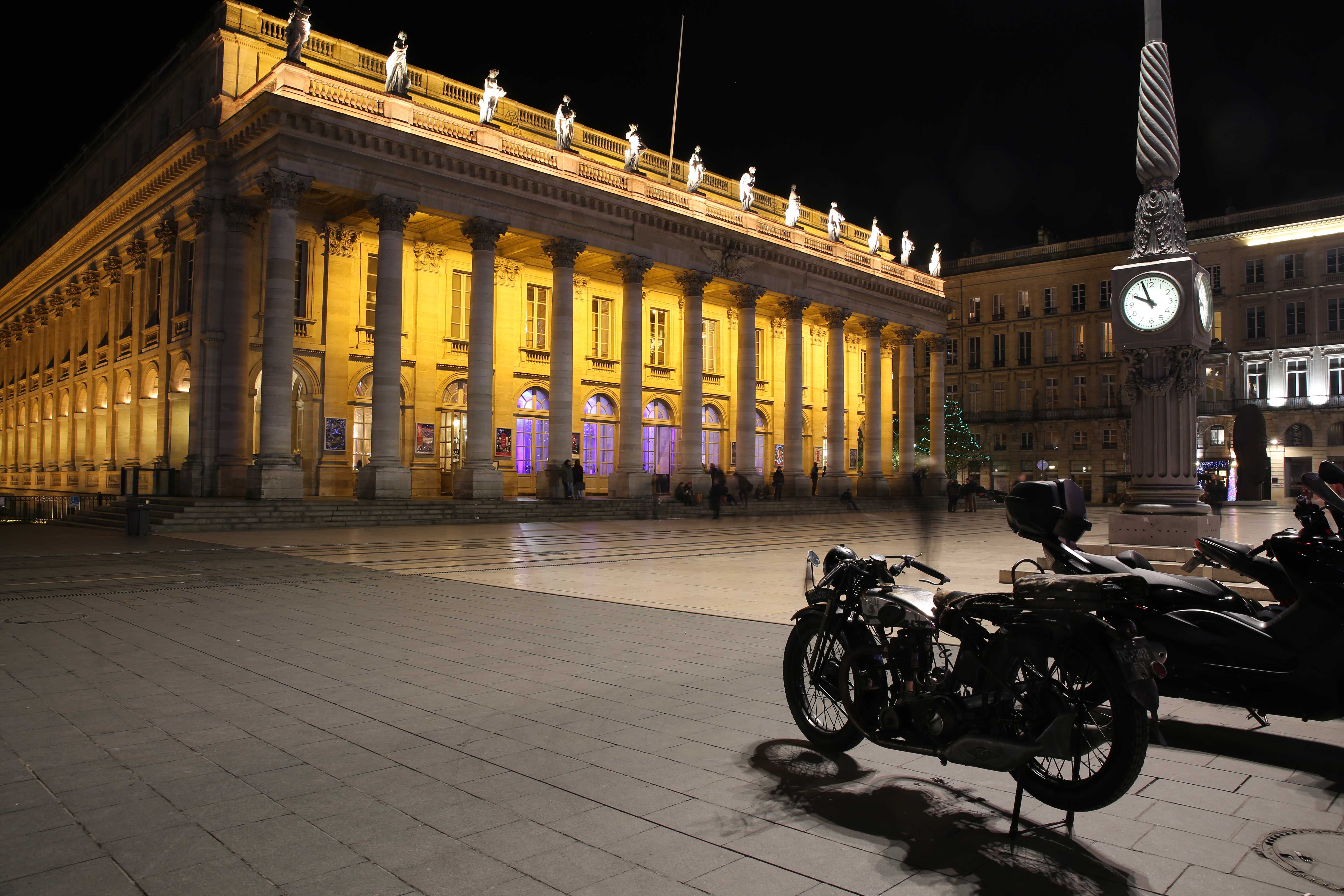
Het Grand Théâtre bij nacht

Het Grand Théâtre de Bordeaux is een theatergebouw in de Franse stad Bordeaux. Het theater is gelegen aan de Place de la Comédie in het centrum van de stad, bij het noordelijke uiteinde van de Rue Sainte-Catherine. De zaal biedt plaats aan 1114 personen.
De Hertog van Richelieu gaf de architect Victor Louis opdracht om een theater te ontwerpen voor Bordeaux. De bouw van het theater is in 1773 begonnen en werd afgerond in 1780, de opening was op 7 april van dat jaar. Het gebouw is opgetrokken in neoclassicistische stijl en heeft een imposant fronton van 88 bij 47 meter. De voorgevel wordt gesteund door twaalf Korinthische zuilen en wordt gesierd door twaalf beelden die de negen muzen en de drie godinnen Juno, Venus en Minerva representeren.
In 1991 is het theater gerestaureerd en het geldt nu als een van de mooiste gebouwen in Bordeaux uit de 18e eeuw.